# Prostitution au Nevada

L'État du Nevada.

Aux États-Unis, le Nevada est le seul État où certaines formes de prostitution sont légalement permises. Des bordels, sous réglementation stricte, sont autorisés à ouvrir, principalement dans des secteurs excentrés, à l'écart de la majorité de la population de l'État. Toutefois, la prostitution n'est pas autorisée dans tout l'État, mais seulement dans certains comtés ; elle est illégale dans d'autres, ainsi que dans la capitale, Carson City. Certains comtés autorisent les bordels mais aucun n'y est implanté. Seuls sept comtés comptent des bordels actifs. En décembre 2018, 21 bordels sont recensés au Nevada.
Malgré ces possibilités juridiques, la grande majorité de la prostitution au Nevada se tient, en toute illégalité, dans les secteurs métropolitains de Las Vegas et de Reno. Les clients dépensent environ 66 fois plus d'argent dans la prostitution illégale au Nevada que dans les bordels réglementés.

## Histoire

Légalité de la prostitution en bordel dans chaque comté du Nevada
Prostitution autorisée, au moins un bordel actif
Prostitution autorisée, aucun bordel actif
Prostitution interdite

Depuis le milieu du XIXe siècle, la prostitution est autorisée au Nevada. En 1937, une loi impose des vérifications de santé régulières chez toutes les personnes prostituées. En 1942, le président Franklin D. Roosevelt ordonne d'éliminer la prostitution à proximité des bases militaires, ce qui concerne également les quartiers chauds de Reno et de Las Vegas. Après le retrait de l'ordonnance, des personnalités publiques de Reno s'efforcent de fermer un bordel en déclarant qu'il cause un trouble à l'ordre public ; en 1949, cette procédure est validée par la Cour suprême du Nevada (en). En 1951, Reno et Las Vegas ferment toutes deux les quartiers chauds pour motif d'atteinte à l'ordre public, mais d'autres bordels restent présents dans l’État.
En 1971, Joe Conforte (en), propriétaire du bordel Mustang Ranch (en), près de Reno, parvient à convaincre les hauts fonctionnaires du comté de promulguer une ordonnance qui autorise l'octroi d'une licence aux bordels et aux personnes prostituées, afin d'échapper au risque de fermeture pour trouble à l'ordre public. Les hauts fonctionnaires de Las Vegas, craignant que Conforte ne recoure à la même méthode pour ouvrir un bordel près de la ville, convainquent la législature, en 1971, de voter une réglementation qui interdise de légaliser la prostitution dans les comtés présentant une population supérieure à un seuil déterminé ; cette mesure est conçue pour ne s'appliquer qu'au comté de Clark.
En 1977, les hauts fonctionnaires du comté de Nye cherchent à obtenir la fermeture du Chicken Ranch (en), appartenant à Walter Plankinton, pour trouble à l'ordre public. Les bordels n'avaient pas encore besoin de l'octroi d'une licence dans ce comté et plusieurs autres étaient en fonctionnement. Plankinton porte plainte et soutient que la loi de l'État en 1971 a implicitement éliminé la présomption qu'un bordel constitue, en soi, un trouble à l'ordre public. La Cour suprême du Nevada (en) valide cette interprétation en 1978 dans son arrêt Nye County v. Plankinton et le Chicken Ranch est autorisé à fonctionner. Dans un autre cas, les propriétaires du bordel dans le comté de Lincoln protestent lorsque le comté interdit la prostitution en 1978, alors qu'il avait délivré des licences pendant 7 ans. La Cour suprême du Nevada, toutefois, a jugé que le comté avait le droit de prendre cette décision dans l'arrêt Kuban v. McGimsey.
En 1979, une loi de l'État est votée pour interdire la publicité des bordels dans les comtés où elle est illégale. Cette loi est vite contestée au nom du premier amendement de la Constitution des États-Unis mais, en 1981, la Cour suprême du Nevada déclare que cette réglementation est conforme à la constitution. En juillet 2007, un juge de district américain casse cet arrêt, en déclarant qu'il est d'une portée exagérée, et des publicités ne tardent pas à apparaître à Las Vegas,. En mars 2010, la décision du juge de district est à son tour cassée par un siège de trois juges de la Cour d'appel des États-Unis pour le neuvième circuit. L'American Civil Liberties Union interjette appel en demandant une séance plénière de la même cour en mars 2010. L'ACLU dépose aussi un recours auprès de la Cour suprême des États-Unis en 2011, mais celle-ci rejette la requête. Par conséquent, l'interdiction de publicité pour les bordels reste en vigueur.
Même si les bordels et les personnes prostituées sont assujettis à l'impôt fédéral sur le revenu et acquittent aussi les impôts locaux, le Nevada lui-même ne lève aucun impôt sur le revenu (en) et les bordels n'ont pas à verser à cet État d'impôts sur le divertissement, ni d'autres taxes. En 2005, les propriétaires de bordel s'unissent en groupe de pression pour être assujettis à l'impôt, afin de renforcer la légitimité de leurs entreprises, mais la législature décline leur proposition. En revanche, les bordels sont imposés dans leurs comtés respectifs. Ainsi, selon des données de 2012, le comté de Lyon percevrait, sur les bordels, entre 400 000 dollars et 500 000 dollars chaque année.
En novembre 2005, l'ancienne prostituée et patronne de bordel Heidi Fleiss annonce son intention de créer un partenariat avec Joe Richards pour transformer le lupanar Cherry Patch Ranch (en) (à Crystal (en)) en établissement réservé à une clientèle féminine, où exerceraient des prostitués masculins, une première au Nevada. Toutefois, en 2009, elle annonce que le projet est abandonné.
Le 11 décembre 2009, le Bureau du Nevada à la santé accepte, à l'unanimité, d'intégrer l'examen médical de l'urètre dans les réglementations relatives à la prostitution, ce qui permet aux prostitués masculins de passer des tests sur les infections sexuellement transmissibles.

## Réglementation

### Aperçu général
- La prostitution n'est autorisée que dans des bordels en possession d'une licence[17].
- Les bordels sont interdits dans les comtés ayant plus de 700 000 habitants[18]
- Il est obligatoire d'utiliser un préservatif avec les personnes prostituées[19].
- Les personnes prostituées doivent suivre des examens médicaux hebdomadaires et/ou mensuels pour dépister les infections sexuellement transmissibles (IST)[20].

En février 2018, 21 bordels légaux sont présents au Nevada ; leurs effectifs sont de 200 femmes.
Le dépistage obligatoire du VIH a commencé en 1986 et une loi imposant le port de préservatif est votée en 1988. D'après une enquête de 1995 dans deux bordels, l'usage des préservatifs y est systématique et, par conséquent, personne n'est porteur d'IST. Cette même étude indique que rares sont les personnes prostituées qui utilisent des préservatifs dans leur vie privée.

### Législation
La loi de l'État du Nevada permet aux comtés où vivent moins de 700 000 habitants (selon le recensement le plus récent) d'octroyer des licences à des bordels. Les villes et zones urbaines qui autorisent la prostitution ont la possibilité d'appliquer des réglementations plus strictes ou même de l'interdire.
Le Nevada est composé de 16 comtés et sept d'entre eux comportent des bordels actifs (ce sont tous des comtés ruraux). En février 2018, 21 bordels légaux sont en activité. Les conditions exactes d'octroi d'une licence, ainsi que son prix, varient selon les comtés.
La loi de l'État impose aux personnes prostituées déclarées de suivre des examens médicaux hebdomadaires (par frottis) pour dépister la gonorrhée et les chlamydioses et chaque mois pour dépister le VIH et la syphilis. En outre, le port de préservatif est obligatoire dans tout acte sexuel oral et tout rapport sexuel. Les propriétaires d'un bordel peuvent voir leur responsabilité engagée si un client est infecté par le VIH après qu'un employé soit déclaré séropositif.
En 2009, un article du journal The Guardian rapporte que certains comtés et certaines villes « imposent des restrictions extraordinaires sur les travailleurs du sexe » qui ont pour effet de « séparer cette population de la communauté locale » : dans certains lieux, les personnes prostituées ont interdiction de quitter le bordel où elles travaillent ; d'autres juridictions obligent les travailleurs du sexe à quitter le comté quand ils ne sont pas en exercice ; certaines localités ne permettent pas aux enfants des prostituées travaillant dans les bordels de vivre dans un même secteur ; dans la ville de Winnemucca, des employées de bordel n'ont pas le droit de quitter le bordel après 5 heures du soir ; dans certains comtés, les prostituées déclarées n'ont pas la permission de détenir une voiture.

## Prostitution illégale
La prostitution illégale est la variante la plus habituelle de prostitution au Nevada. Il s'agit d'une infraction mineure. Les villes de Las Vegas et de Reno ont cherché à développer leur industrie du tourisme en attirant un public familial dans les hôtels et les casinos. Par conséquent, la législature de l'État a interdit la prostitution dans le comté de Clark et les autorités cherchent à y éliminer la prostitution de rue, qui était très répandue, en appliquant la réglementation à partir de 1971. Pourtant, des personnes prostituées continuent d'exercer dans les casinos, où elles se tiennent dans les bars et tentent d'entrer en contact avec des clients potentiels. En tenant compte de la totalité de la prostitution au Nevada, seules 10 % des activités sont légales et 90 % de la prostitution illégale se produit à Las Vegas. La grande majorité de la prostitution au Nevada se tient, illégalement, dans les secteurs métropolitains de Las Vegas et de Reno,,. La prostitution légale du Nevada représente environ 75 millions de dollars par an, tandis que la prostitution autour de Las Vegas représente 5 milliards de dollars par an. La police de Las Vegas arrête environ 300 à 400 personnes prostituées chaque mois.
Les escorts, qui proposent des prestations sexuelles sous l'euphémisme d'« amusement » ou d'« accompagnement », sont omniprésents : 104 pages de l'annuaire téléphonique de Las Vegas sont entièrement consacrées aux « accompagnatrices ». Des travailleurs et travailleuses indépendantes font circuler des tracts publicitaires auprès des touristes de Las Vegas ; ces documents évoquent des « accompagnatrices » personnelles ou des services d'escort. Malgré les tentatives de rendre Las Vegas plus accueillante aux familles, la publicité des services d'escort persiste.
Le département de la Justice a cité Las Vegas parmi les 17 destinations les plus favorables pour la traite des êtres humains.

### Prostitution enfantine
En 2009, le FBI désigne Las Vegas comme l'une des 14 villes américaines présentant un taux élevé de prostitution enfantine. Selon la police de la ville, « chaque année, environ 400 enfants sont tirés de la prostitution de rue ».
En juin 2009, le gouverneur du Nevada, Jim Gibbons, promulgue les lois les plus sévères des États-Unis concernant la prostitution enfantine et le proxénétisme envers des mineurs : l'Assembly Bill 380, qui permet d'infliger une amende de 500 000 dollars aux personnes coupables de traite de personnes prostituées de moins de 14 ans, ou 100 000 dollars pour le même crime si les victimes ont entre 14 et 17 ans. La Chambre des représentants et le Sénat approuvent ce projet de loi à l'unanimité ; la loi entre en vigueur le 1er octobre 2009.